# Крапивна (Черкасская область)
Крапи́вна (укр. Кропивна) — село в Золотоношском районе Черкасской области Украины.
Почтовый индекс — 19763. Телефонный код — 4737.

## Местный совет
19763, Черкасская обл., Золотоношский р-н, с. Кропивна

## История
Первые документальные упоминания о селе датируются 1615 годом в «Люстрации королевских имений». Крапивна упомянается как казацкий полковый городок.
Еще в 1630-х годах Крапивна стала центром созданной Крапивнянской сотни в составе Переяславского полка Войска Запорожского. В 1648 году сотня стала основой для формирования отдельного Крапивнянского полка, состоявшего из 14 сотен и насчитывавшего 2013 казаков.
Во время Восстания Хмельницкого Крапивна перешла под контроль гетманского правительства. Крапивнянские казаки участвовали на стороне Франции в 1646 году в отражении у испанцев крепости Дюнкерк.
Крапивна имела свой герб, известный с начала 1771 года: в щите увенчанное короной сердце, под которым крест. Крапивнянский полковник Филон Джалалий и есаул Нестор Морозенко были верными собратьями Богдана Хмельницкого и сыграли важную роль в истории Украины. Во время Отечественной войны 1812 года здесь был сформирован 4-й казацкий полк.
В 1779 году Крапивна имела 3 церкви: Преображенскую, Благовещенскую и Успенскую.
С ликвидацией сотенного устройства Крапивна перешла в состав Золотоношского уезда Киевского наместничества.
По описанию Киевского наместничества 1781 в Крапивне было 380 домов. По описанию 1787 года в Крапивне проживало 1031 душ. В Крапивне жили государственные крестьяне, казаки. С селом связаны тайный советник Николай Неплюев, коллежский асессор Иван Андриевский-Синеоков, полковой есаул Афанасий Левицкий.
Село находится на карте 1787 года.
В XIX веке Крапивна — центр Крапивянской волости Золотоношского уезда Полтавской губернии.
В 1842 году в Крапивне открыта земская школа. По состоянию на 1885 год было 2020 жителей, 380 хозяйств, базар, четыре ярмарки, 16 ветряных мельниц, водяная мельница, две масличницы, кузница.
С советской коллективизацией, в 1928 году на территории села создано три колхоза.
В годы Великой Отечественной войны на фронтах погибло 249 крапивнян, в честь которых установлен обелиск Славы. Из села в Германию было вывезено 206 человек. 167 крапивнян награждены боевыми орденами и медалями. 25 сентября 1943 года Крапивна отвоевана у нацистов.
В 1950 году колхозы объединили в одно хозяйство «Заря коммунизма», председателем которого был избран Приходько Михаил Иванович.
По состоянию на 1972 год в селе проживало 1782 гражданина. Работал колхоз имени Жданова, который имел в пользовании 4,3 тысяч га сельскохозяйственных угодий, в том числе 3,9 га пахотной земли. Хозяйство выращивало зерновые культуры, было развито животноводство, работали 2 мельницы, кирпичный завод, лесопильня. В то время в селе действовали средняя школа, клуб на 300 мест, библиотека с фондом 6,8 тысячи книг, фельдшерско-акушерский пункт, роддом, 3 детских яслей, 3 магазина, отделение связи.

### Современность
В настоящее время в селе расположены два сельскохозяйственных предприятия: ООО «Крапивна» и СПК «Ручей», в пользовании которых — 3 964 га пахотной земли. Функционирует Крапивнянская специализированная школа с углубленным изучением отдельных предметов, в которой учится более 200 детей. Открыт Детский дом для детей школьного возраста, где проживают дети-сироты и дети, лишенные родительской опеки.
В Крапивне есть Дом культуры, сельская библиотека, фельдшерско-акушерский пункт, детский сад, торговые учреждения разных форм собственности, отделение связи и Сбербанка Украины. Село телефонизировано, радиофицировано, газифицировано. Действует деревенская церковь, религиозная община православной церкви.

## Население
Население по переписи 2001 года составляло 1261 человек.

### Языковой состав
Родной язык населения по данным переписи 2001 года:
| Язык       | Численность, чел. | Доля     |
| ---------- | ----------------- | -------- |
| Украинский | 1 223             | 96,99 %  |
| Русский    | 31                | 2,46 %   |
| Другое     | 7                 | 0,55 %   |
| Итого      | 1 261             | 100,00 % |

## Известные люди
В селе родились:
- Илья Максимович Шульга (1878—1938) — художник-реалист[9].